# 坎皮略新镇
坎皮略新镇，是西班牙卡斯蒂利亚-莱昂阿维拉省的一个市镇。总面积46平方公里，总人口185人（2001年），人口密度4人/平方公里。